# Chambre de commerce et d'industrie de Béziers Saint-Pons
La Chambre de Commerce et d'Industrie de Béziers Saint-Pons est l'une des trois CCI du département de l’Hérault. Son siège était à Béziers au 26, allée Paul Riquet.
Elle possédait des antennes à Agde, Pézenas, Saint-Pons-de-Thomières, Bédarieux.
Elle faisait partie de la chambre régionale de commerce et d'industrie du Languedoc-Roussillon.
Depuis le 01 janvier 2017, les CCI de Béziers, Montpellier et Sète ont fusionné pour donner naissance à la CCI Hérault.

## Missions
La CCI de Béziers - Saint-Pons est chargée de représenter les intérêts des entreprises commerciales, industrielles et de service de l’arrondissement de Béziers et de leur apporter certains services. C'est un établissement public qui gère en outre des équipements au profit de ces entreprises.
Comme toutes les CCI, elle est placée sous la double tutelle du Ministère de l'Industrie et du Ministère des PME, du Commerce et de l'Artisanat.

### Service aux entreprises
- Centre de formalités des entreprises ;
- Assistance technique au commerce ;
- Assistance technique à l'industrie ;
- Assistance technique aux entreprises de service ;
- Point A (apprentissage).

### Gestion d'équipements
- Aéroport de Béziers - Cap d'Agde en Languedoc ;
- Parc des expositions de Béziers ;
- Port de plaisance maritime et fluvial de Sérignan.

Elle est actionnaire minoritaire de la société d'équipement du Biterrois et de son littoral (SEBLI), société d'économie mixte chargée d'opérations d'aménagement du territoire pour les diverses collectivités locales.

### Centres de formation
- Institut consulaire de formation (cuisine).

## Historique
- 1902 : Création de la chambre de commerce de Béziers.
- 2017 : Création de la CCI Hérault

## Pour approfondir